# Carl Vilhelm Hartman

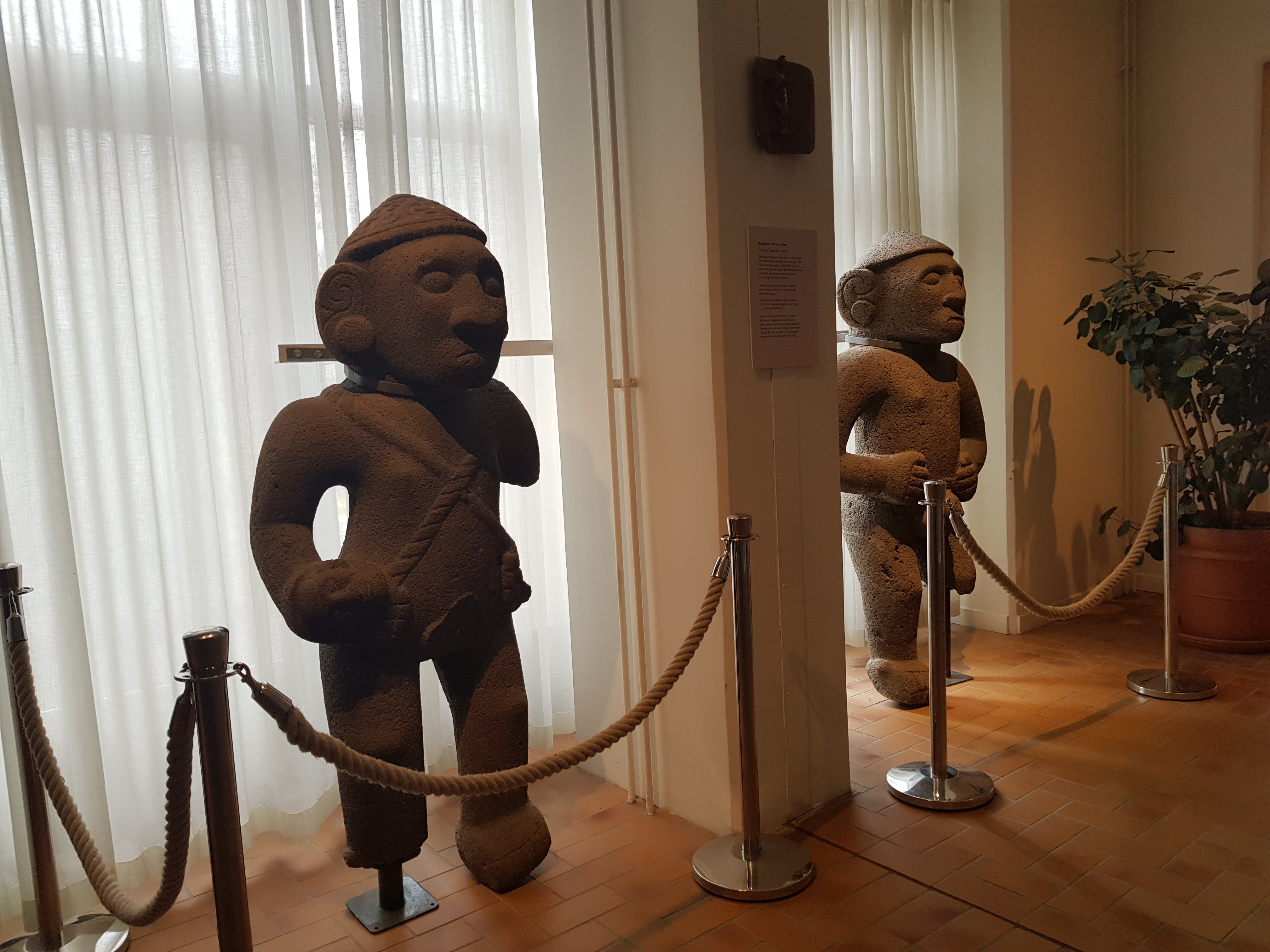
De två stora stenfigurerna från Costa Rica som Hartman tog till Sverige efter undersökningarna 1896 står i entrén till Etnografiska museet, Stockholm.

Carl Vilhelm Hartman, född den 19 augusti 1862 i Örebro, död den 19 juni 1941 i Stockholm, var en svensk botaniker, arkeolog och etnograf. Han var son till Carl Hartman. Auktorsnamnet C.V. Hartm. kan användas för Carl Vilhelm Hartman i samband med ett vetenskapligt namn inom botaniken; se Wikipediaartiklar som länkar till auktorsnamnet.
Från början ägnade sig Hartman åt hortikultur men kom under en vistelse i Amerika att delta i en vetenskaplig expedition till Mexiko och företog senare självständiga forskningar i Mellanamerika både för svensk räkning och senare som intendent för Carnegieinstitutet. Sedan han återbördats till Sverige som museichef nedlade han stor energi på nyanskaffning av samlingar till avdelningarna. Hartman utgav bland annat Archælogical researches in Costa Rica.
Hartman var professor och föreståndare för Riksmuseets etnografiska avdelning 1908–1928, samt medlem i Travellers Club.

## Tidiga åren
Carl H lämnade 1879 Örebro gymnasium utan att ha tagit någon examen. Han utbildade sig till trädgårdsmästare och följde därmed i sin fars fotspår. Efter lärlingsår vid Experimentalfältets trädgård reste han i Europa under åren 1885-1888 med ekonomiskt stöd från Kungliga vetenskapsakademin.  Bland annat besökte han Kew Gardens och Jardin des Plantes. 1889 kunde han fortsätta sina resor till Amerika tack vare VA Bysantinska resestipendiet. Under en tid var han trädgårdsmästare i Colorado vilket följdes av en anställning som botanist vid en arkeologisk-etnografisk expedition som leddes av norrmannen Carl Lumholtz. Expeditionen gick till Sierra Madre i Mexiko. Han hade nu hittat sitt stora intresse. Hartman fick delta i de arkeologiska undersökningarna och botaniken kom att bli en bisyssla. Han lärde sig snabbt spanska och hade stor förmåga att skaffa upplysningar från de infödda. Detta ledde till att han bidrog till en ordlista över tepuhueindianernas språk. Efter expeditionen var han under ett halvår förman vid en silvergruva. Därefter återvände han till USA och Chicago, där han under senare delen av 1893 var assistent vid antropologiska avdelningen vid världsutställningen, World's Columbian Exposition. Under detta år träffade han Gustaf Retzius som reste i USA då och bland annat besökte världsutställningen. Både Retzius och Hartman besökte samma år Jake Gold's Old Curiosity Shop i Santa Fe, Retzius i juli och Hartman i augusti.
Han blev erbjuden en tjänst i Sverige som trädgårdsmästare vid Bergianska trädgården vilken han antog och återvände således till hemlandet. Tjänsten var dock en stor besvikelse och han lockades av nya utgrävningar på andra sidan Atlanten.

## Hartmans forskningsresor i Mellanamerika 1896-1899
Hartman företog etnografiska och arkeologiska forskningsfärder, delvis med stöd av Vega-stipendiet, 1896-99 till Costa Rica, El Salvador och Guatemala. Under de första två åren, 1896-97, utförde han utgrävningar i Costa Rica. Över 400 gravar undersöktes. Under maj och juni 1896 utförde han undersökningar på låglandet vid Atlantkusten vid Las Mercedes. Under juli flyttade han fokus till höglandets dalgångar i inlandet. Här arbetade han fram till mars 1897 då han utförde undersökningar vid Stilla havets kust. Här gjordes bland annat undersökningar på Nicoyahalvön och på öarna i Nicoyabukten. Dessa undersökningar höll på fram till september.

## Föreståndare för Riksmuseets etnografiska avdelning
Innan Hartman tillträdde som föreståndare för Etnografiska avdelningen hade den så kallade intendentstriden ägt rum då man skulle utse en efterträdare till Hjalmar Stolpe. Det handlade i första hand om Erland Nordenskiöld eller Hartman. Hartman stöddes av Gustaf Retzius medan Nordenskiöld hade stöd av Oscar Montelius.
När han sedan tillträdde tjänsten arbetade han intensivt och visade sig inledningsvis besitta mycket nytänkande. Hartman tog personligen kontakt med Psykologiska institutet vid Berlins universitet och dess Phonogramm-archiv. Vid arkivet verkade musikforskaren Erich M. von Hornbostel (1877-1935). Arkivet innehöll inspelningar från hela världen och betraktades som den ledande institutionen inom sitt fält. Hartman ville att det egna museet skulle tillägna sig inspelningstekniken. På samma gång önskade han förvärva ett urval fonografkopior ur Berlinarkivets samlingar. Hartman såg tidigt till att införliva fonografen och möjligheten att använda ljud i museets verksamhet och han insåg fonografens möjligheter som såväl inspelnings- som uppspelningsapparat. Den sistnämnda funktionen användes senare vid s.k. ”Exotiska fonogram- och gramofonkonserter” som hölls i avdelningens lokaler på Wallingatan 2 i Stockholm. Bland annat fanns då Yngve Laurells inspelningar från Australien i museets egna samlingar. Laurell hade mot slutet av 1909 skickats till Berlin för att lära sig den nya tekniken, köpa en fonograf med tillhörande cylindrar samt ordna med kopiebeställningen. Året efter deltog han i Eric Mjöbergs expedition till Australien där han gjorde inspelningar.
Han gjorde flera inköpsresor och 1913 genomförde han en mer betydande sådan som tog honom jorden runt. Han hade även planer för en nybyggnad bakom Skansen. Där skulle det nya museet ligga omgivet av en park med rekonstruerade hyddor från olika delar av världen och exotiska djur. Bufflar importerades och fick under några år en uppmärksammad fristad på holmar i Årstaviken; kängurur och lamadjur inackorderades i kronprinsens stallan. Men något nytt museum blev det aldrig. 
1923 förklarades Hartman för psykiskt sjuk. Till detta eller som en följd därav kom ett under senare år utvecklat missbruk av alkohol. Han blev förelagd att begära tjänstledighet, vilken kom att räcka fram till hans pensionering. Istället fick Gerhard Lindblom träda in som t. f. föreståndare.

## De sista åren
Under sina år i Stockholm skaffade sig Hartman aldrig något hem utan bodde på olika hotell och pensionat. Som pensionär vistades han flera år hos en vän i Fjugesta och de sista åren av sitt liv på sjukhus.